# Carsten Mørch
Carsten Mørch (født 1947) er en dansk tidligere jægersoldat og kursusarrangør. Som løjtnant i Jægerkorpset gennemførte han i 1978 det anerkendte Ranger-kursus i USA (på United States Army Ranger School) sammen med kollegaen B.S. Christiansen. Carsten Mørch sluttede som nummer 1 på kurset. Da han kom hjem, blev han kendt i offentligheden gennem en TV-optræden samt som Jægerkorpsets ansigt udadtil i forbindelse med foredrag.
Hans offentlige berømmelse gjorde ham upopulær blandt dele af Jægerkorpset, og en række konflikter førte til sidst til, at han blev fyret fra korpset. Efter godt et år i Dronningens Livregiment startede han eget firma, der tilbyder lederuddannelse, teambuilding og personlig udvikling.
På et af Carsten Mørchs første kurser havde han indbudt nogle journalister til at deltage. Sidst på kurset skulle deltagerne aflive, partere og tilberede kaniner for at få mad. Mørchs kurser blev derefter landskendte som kanindræberkurser.

## Bøger
Carsten Mørchs og B.S. Christiansens barske oplevelser på det 3 måneder lange kursus United States Army Ranger School i USA er grundigt beskrevet i bogen Sådan! fra 1984. I bogen følger man de to elitesoldater på det, der er kaldt verdens hårdeste militæruddannelse. Soldaterne udsættes for psykisk terror og umenneskelige strabadser i bjerge, sumpe og uvejsom jungle. Kun hver fjerde gennemførte. Mange gav op, andre dumpede, og én døde under kurset. Bogen udkom i en opdateret udgave i 2000 under titlen Sådan! Og hvad så?.
Carsten Mørchs efterfølgende erfaringer fra blandt andet kursusarbejde med personale- og lederuddannelse samt personlig udvikling resulterede i 2008 i en bog om emnet med titlen Derfor!.